# 6 Andromedae
6 Andromedae este o stea din constelația Andromeda.